# Микулаш Маник
Микулаш Маник (словац. Mikuláš Maník; нар. 26 травня 1975, Кошиці) – словацький шахіст, гросмейстер від 2006 року.

## Шахова кар'єра
Двічі (у 2002 і 2004 роках) у складі національної збірної взяв участь у шахових олімпіадах. Крім того, 1999 року представляв Словаччину на командній першості Європи, яка відбулась у Батумі.
У 1996 році переміг на турнірі в Лазне-Богданечі (попереду Артура Якубеця). 1997 року поділив 1-ше місце в Літомишлі і в Лазне-Богданечі, а також посів 2-ге місце (позаду Томаша Орала) в Пр'євідзі. Наступного був одним з семи переможців турніру за швейцарською системою Tatry Open у Татранській Ломниці, а також гарно виступив у Пардубице, де також поділив 1-ше місце. У 2001 році поділив 1-ше місце (разом з Томашем Ликавським) у Татранських Зрубах. У 2003 році досягнув подібного результату у Відні, а у 2004-му – у Пряшеві (разом з Робертом Тібенським). На перетині 2005 і 2006 років поділив 2-ге місце в Літомишлі (позаду В'ячеслава Дидишка, разом з Гжегожом Гаєвським і Якубом Жеберським). У 2006 році поділив 1-ше місце у Чеській Тршебовій (разом з Петром Габою, Їржи Лехтинським, Томашем Лікавським і Радеком Калодом). У 2007 і 2008 роках двічі поділив 2-ге місце в Тепліце (у першому випадку позаду Марціна Дзюби, а в другому – позаду Томаша Ликавського).
Найвищий рейтинг Ело в кар'єрі мав станом на 1 січня 2005 року, досягнувши 2512 очок займала тоді 4-те місце серед словацьких шахістів.

## Зміни рейтингу
| На цьому місці має відображатися графік чи діаграма, однак з технічних причин його відображення наразі вимкнено. Будь ласка, не видаляйте код, який викликає це повідомлення. Розробники вже працюють для того, щоби відновити штатне функціонування цього графіка або діаграми. | |
| | На цьому місці має відображатися графік чи діаграма, однак з технічних причин його відображення наразі вимкнено. Будь ласка, не видаляйте код, який викликає це повідомлення. Розробники вже працюють для того, щоби відновити штатне функціонування цього графіка або діаграми. |